# Kelisia escadensis
Kelisia escadensis är en insektsart som beskrevs av Frederick Arthur Godfrey Muir 1926. Kelisia escadensis ingår i släktet Kelisia och familjen sporrstritar. Inga underarter finns listade i Catalogue of Life.